# Broke (película)
Broke (titulada Empezar de nuevo en España) es una película de drama y western estadounidense de 2025 escrita y dirigida por Carlyle Eubank y protagonizada por Wyatt Russell y Dennis Quaid.

## Reparto
- Wyatt Russell como True Brandywine
- Dennis Quaid como George Brandywine
- Auden Thornton como Ali
- Mary McDonnell como Kathy Brandywine
- Johnny Berchtold como Caleb Brandywine
- Tom Skerritt como Cliff

## Producción
En abril de 2025, se reveló que una película de drama y western escrita y dirigida por Carlyle Eubank había sido completada para Sony Pictures Home Entertainment, protagonizada por Wyatt Russell (quien también produce), Dennis Quaid, Auden Thornton, Mary McDonnell, Johnny Berchtold y Tom Skerritt.
El rodaje comenzó en Montana en febrero de 2021. Las escenas ambientadas en invierno se rodaron primero. En julio, el rodaje se realizó en las ciudades de Anaconda, Deer Lodge, Butte y Drummond. El rodaje finalizó el 19 de julio de 2021.

## Estreno
Broke se lanzó en video bajo demanda por Sony Pictures Home Entertainment el 6 de mayo de 2025.

## Recepción
En el sitio web agregador de reseñas Rotten Tomatoes, el 91 % de las reseñas de 11 críticos son positivas.